# Migrationsbericht der Bundesregierung
Der Migrationsbericht der Bundesregierung ist eine seit 2004 von der deutschen Bundesregierung herausgegebene Serie von Berichten. 
Der Migrationsbericht gewährt einen umfassenden Überblick über die jährliche Entwicklung der Zu- und Abwanderung unter Einbeziehung aller Zuwanderungsgruppen. Eingegangen wird auch auf Rechtsänderungen und relevante Gerichtsurteile.
Die Veröffentlichung der Migrationsberichte beruht auf einem Entschluss des Bundestags vom 8. Juni 2000. Aktuell werden die Berichte durch das Forschungszentrum des Bundesamts für Migration und Flüchtlinge (BAMF) erstellt.

## Inhalt
Die Berichte wurden seit 2004 detaillierter, auch durch die Hinzunahme weiterer Datenquellen.
Heute enthält der Migrationsbericht allgemeine Kapitel – mit einem Überblick über das Migrationsgeschehen differenziert nach Herkunfts- und Zielländern, Staatsangehörigkeiten, Bundesländern, Geschlecht, Alter und Aufenthaltszwecken, einer detaillierten Analyse der verschiedenen Zuwanderergruppen und der Entwicklung der Zuwanderergruppen in Zahlen sowie einer Erläuterung der jeweiligen rechtlichen Grundlagen – sowie zusätzliche Kapitel zu spezifischen Themen.

## Datengrundlage
Der Migrationsbericht wird auf Basis von statistischen Daten zum Migrationsgeschehen in Deutschland erstellt. Grundlage der Wanderungsstatistik war von Beginn an die seit 1950 bestehende amtliche Zu- und Fortzugsstatistik, deren Datenerhebung auf den Meldegesetzen beruhte bzw. seit 2015 bundesweit durch das Bundesmeldegesetz geregelt ist (siehe hierzu auch: Bevölkerungsstatistikgesetz). In diese Statistik gehen Personen, die mehrmals pro Jahr zu- oder abwandern und sich ordnungsgemäß an- oder abmelden, mehrmals in die Statistik ein; wer sich der Meldepflicht entzog oder sich unerlaubt in Deutschland aufhielt, geht nicht in diese Statistik ein.
Im europäischen Vergleich liegt seit dem Migrationsbericht 2006 die EG-Verordnung über Gemeinschaftsstatistiken in den Bereichen Migration und internationaler Schutz zugrunde, die zur besseren europäischen Vergleichbarkeit eine (längerfristige) Zuwanderung definierte als „die Handlung, durch die eine Person ihren üblichen Aufenthaltsort für einen Zeitraum von mindestens zwölf Monaten bzw. von voraussichtlich mindestens zwölf Monaten in das Hoheitsgebiet eines Mitgliedstaats verlegt, nachdem sie zuvor ihren üblichen Aufenthaltsort in einem anderen Mitgliedstaat oder einem Drittstaat hatte“ und die (längerfristige) Abwanderung als „die Handlung, durch die eine Person, die zuvor ihren üblichen Aufenthaltsort im Hoheitsgebiet eines Mitgliedstaats hatte, ihren üblichen Aufenthaltsort in diesem Mitgliedstaat für einen Zeitraum von mindestens zwölf Monaten bzw. von voraussichtlich mindestens zwölf Monaten aufgibt“. Diese Definition ist an die UN-Empfehlung zur Definition von Zu- und Abwanderung angelehnt.
Der Bericht nutzt zudem unter anderem Daten aus dem Ausländerzentralregister (AZR) und dem Mikrozensus.
Zur Ermittlung der Zahl der Deutschen im Ausland wurden bzw. werden unterschiedliche Datenquellen herangezogen, darunter Statistiken von Eurostat, der OECD und verschiedener nationaler Statistikämter sowie Informationen des Auswärtigen Amtes.

## Bisherige Berichte
Der Migrationsbericht ist seit 2004 jährlich erschienen, außer dass im Januar 2019 ein Doppelbericht für die Jahre 2016/2017 herausgegeben wurde.
Erster MigrationsberichtVor Beginn des jährlichen Turnus veröffentlichte die Bundesregierung im Jahr 2001 einen Migrationsbericht der Ausländerbeauftragten. Der von diesem Bericht behandelte Zeitraum reichte in einigen Kapiteln bis 2000, teils aufgrund noch nicht vorhandener Daten in anderen Kapiteln bis 1999, in anderen bis 2001. Der Überblick über die Zuwanderung wurde auf Basis der deutschen Zu- und Fortzugsstatistik erstellt, die Darstellung der Zuwanderergruppen auf Basis jeweiliger Spezialstatistiken. Der Bericht nannte unter anderem die rechtliche Veränderungen durch die am 1. Januar 2000 in Kraft getretene Änderung Erwerb der deutschen Staatsangehörigkeit durch Geburt, die Novellierung des eigenständigen Aufenthaltsrechts ausländischer Ehegatten und die „Green-Card“-Regelungen.
Berichtsjahr 2004Der Migrationsbericht im Auftrag der Bundesregierung wurde durch den Sachverständigenrat für Zuwanderung und Integration in Zusammenarbeit mit dem efms erstellt. Der 3. Migrationsbericht vom November 2004 erweiterte den 2. Migrationsbericht vom Januar 2004 um die Zahlen und Entwicklungen des Jahres 2003, die erst im Laufe dieses Jahres zur Verfügung standen.
Berichtsjahr 2005Dieser Bericht, Migrationsbericht des Bundesamtes für Migration und Flüchtlinge im Auftrag der Bundesregierung genannt, wurde erstmals durch das Bundesamt für Migration und Flüchtlinge (BAMF) erstellt. Er behandelt das Migrationsgeschehen in Deutschland seit der EU-Erweiterung am 1. Mai 2004 und dem Inkrafttreten des Zuwanderungsgesetzes am 1. Januar 2005.
Berichtsjahr 2006Ausführlich wird auf das Migrationsgeschehen von 2005 bis 2006 eingegangen und somit insbesondere auf die weitere Entwicklung seit Inkrafttreten des Zuwanderungsgesetzes. Erstmals wurde auch das Ausländerzentralregister (AZR) als weitere Datenquelle herangezogen, was eine differenziertere Darstellung einzelner Migrantengruppen einschließlich der Zuwanderung von Hochqualifizierten und Selbständigen ermöglichte. Der Bericht geht zusätzlich zur ausländischen Bevölkerung auch auf Menschen mit Migrationshintergrund insgesamt ein; diese werden seit 2005 im Mikrozensus identifiziert. Der Migrationsbericht 2006 stellt anhand vorhandener Daten die Zu- und Abwanderung in einzelne europäische Staaten gegenüber. Demnach hatte Deutschland 2005 im europäischen Vergleich mit 707.352 die höchste Zuwanderung, mit 628.300 aber zugleich die höchste Abwanderung. Spanien an zweiter Stelle hatte mit 682.711 eine vergleichbar hohe Zuwanderung, mit 68.011 aber eine wesentlich geringere Abwanderung. Der Bericht kündigte zudem die zukünftige Verwendung von auf europäischer Ebene weitgehend vergleichbaren Definitionen von Zu- und Abwanderung an.
Berichtsjahr 2007Erstmals wird auch auf Daten zu IT-Fachkräften und zu weiteren akademischen Berufen eingegangen. Diese Zahlen standen erstmals aufgrund des internen Zustimmungsverfahrens im Rahmen der Arbeitsmigration zur Verfügung, das durch das Zuwanderungsgesetz eingeführt worden war. Detailliert wird im Bericht auch der Familiennachzug, die Abwanderung von Deutschen und die Bevölkerung mit Migrationshintergrund behandelt. Der Bericht geht – ebenso wie nachfolgende Berichte – auch auf die soziodemographische Struktur der in Deutschland lebenden Personen mit Migrationshintergrund insgesamt ein.
Berichtsjahr 2008Unter anderem wurden Rechtsänderungen dargestellt, die durch das Arbeitsmigrationssteuerungsgesetz zu Beginn des Jahres 2009 in Kraft traten. Differenzierter als der Vorjahresbericht behandelt dieser Bericht die Arbeitsmigration, die Abwanderung und die zirkuläre Migration.
Berichtsjahr 2009Dem Bericht zufolge war das Migrationsgeschehen im Jahr 2009 durch „teils gegenläufige Entwicklungen“ gekennzeichnet: mehr Asylbewerber, geringfügig mehr Familiennachzüge, weniger Spätaussiedler, weniger zugereiste qualifizierte Arbeitnehmer aus Drittstaaten, mehr Saisonarbeitnehmer, mehr Studienanfänger mit ausländischer Hochschulreife („bildungsausländische Studienanfänger“).
Berichtsjahr 2010Erstmals seit 2003 gab es wieder ein Wanderungsüberschuss von über 100.000 Personen, und auch die Zahl der Asylanträge nahm 2010 zu. Der Familiennachzug aus der Türkei war rückläufig, der aus Indien nahm zu. Ausführlicher als im vorangehenden Bericht wird das Migrationsgeschehen im europäischen Vergleich behandelt, um der zunehmenden Europäisierung migrationspolitscher Entwicklungen gerecht zu werden. Sowohl gegenüber den alten als auch gegenüber den neuen EU-Staaten wurde 2010 ein positiver Wanderungssaldo verzeichnet.
Berichtsjahr 2011Dieser Bericht geht anlässlich der Ausweitung der Arbeitnehmerfreizügigkeit zum 1. Mai 2011 ausführlich auf die Migration im europäischen Vergleich und auf die Zuwanderung aus den neuen mittel- und osteuropäischen EU-Staaten ein.
Berichtsjahr 2012Dieser Bericht stellt das Migrationsgeschehen in Deutschland im Jahr 2012 im Kontext der Zu- und Abwanderung seit Beginn der 1990er-Jahre dar.
Berichtsjahr 2013Dieser zwölfte Migrationsbericht wurde zum neunten Mal vom Bundesamt für Migration und Flüchtlinge (BAMF) erstellt und nun erstmals vom Bundesinnenministerium vorgestellt. Als erstes zentrales Ergebnis stellte der Berich heraus: „Deutschland ist ein Einwanderungsland: Immer mehr Menschen kommen nach Deutschland - laut OECD das zweitbeliebteste Zielland von Migranten weltweit. 2013 gab es die höchste Zuwanderung und den höchsten Wanderungsgewinn seit 1993.“
Berichtsjahr 2014Dieser Migrationsbericht behandelt vorrangig Entwicklungen im Jahr 2014, zusätzlich aber auch Entwicklungen im Jahr 2015 im Zuge der Flüchtlingskrise.
Berichtsjahr 2015Das Jahr 2015 war besonders durch eine hohe Zuwanderung von Schutzsuchenden geprägt. Die Zahl der Asylanträge (Erst- und Folgeanträge) erreichte 2015 mit 476.649 Asylanträgen (Erst- und Folgeanträgen) einen historischen Höchststand und lag mehr als doppelt so hoch wie im Vorjahr (202.834 im Jahr 2014). Die Zahl einreisender Asylsuchender wird für 2015 auf 890.000 geschätzt. Auch die Zahl der Familiennachzüge und der bildungsausländischen Studienanfänger nahm zu. Der Bericht bezeichnete Deutschland als „im europäischen Vergleich weiterhin Zielland Nummer eins“ von Migranten.
Berichtsjahre 2016/2017Dem Bericht zufolge war 2017 im Vergleich zu 2015 ein „drastischer Rückgang“ der Nettozuwanderung zu beobachten: 2017 betrug der Wanderungssaldo 499.944 Menschen, 2015 waren es 1,14 Millionen. Zwei Drittel aller Zugewanderten kamen aus einem anderen europäischen Staat nach Deutschland. Die Asylzugangszahlen nahmen 2017 weiter ab. Die Zahl der Familiennachzüge und der bildungsausländischen Studienanfänger nahm weiter zu.
Berichtsjahr 2018Dieser Bericht beinhaltet unter anderem einen europäischen Vergleich zum Migrationsgeschehen und zur Asylsuche. Er behandelt zudem die Abwanderung deutscher und ausländischer Staatsangehöriger, die irreguläre Migration und die Struktur und Demografie der Bevölkerung mit Migrationshintergrund.
Berichtsjahr 2019Dieser Migrationsbericht vom Dezember 2020 beinhaltet einen Überblick über das Migrationsgeschehen, differenziert nach Herkunfts- und Zielländern, Staatsangehörigkeiten, Bundesländern, Geschlecht, Alter und Aufenthaltszwecken, eine detaillierte Analyse zu verschiedenen Zuwanderergruppen und der Entwicklung der Zuwanderergruppen in Zahlen sowie eine Erläuterung der jeweiligen rechtlichen Grundlagen. Weitere Themen sind: die Abwanderung von Deutschen und Ausländern, ein europäischer Vergleich der Zuwanderung, das Problem der illegalen Migration sowie die Entwicklung der ausländischen Bevölkerung und der Bevölkerung mit Migrationshintergrund.
Berichtsjahr 2020Dieser Bericht fasst den pandemiebedingten Rückgang des Migrationsgeschehens im Jahr 2020 zusammen.
Berichtsjahr 2021Herausgestellt wird unter anderem, dass die Nettozuwanderung im zweiten Pandemiejahr erstmals (seit 2016) wieder zunahm; mehrheitlich kamen die Zuwanderer aus anderen europäischen Ländern. 2021 gab es auch mehr Asylerstanträge, mehr Familiennachzüge, mehr bildungsausländische Studienanfänger, mehr neu zugewanderte Fachkräfte und geringfügig mehr Spätaussiedler als im Vorjahr. Deutschland war unter allen EU-Staaten (weiterhin) das Hauptzielland von Migration.
Berichtsjahr 2022Es handelt sich um einen Bericht mit Schwerpunkt auf die größte Fluchtbewegung in Europa seit dem Zweiten Weltkrieg, ausgelöst durch den russischen Angriff auf die Ukraine im Februar 2022. Der Bericht ging zudem auf Unterschiede der Konzepte der Bevölkerung „mit Migrationshintergrund“ und „mit Einwanderungsgeschichte“ ein.

## Ähnliche oder vergleichbare Berichterstattungen
Ergänzend zum Migrationsbericht informieren halbjährliche Berichtsreihen zu Migration & Integration über besonders relevante Aspekte des Zuwanderungsgeschehens nach Deutschland.
Neben dem Migrationsbericht gibt die Bundesregierung zweijährlich den Bericht der Beauftragten für Migration, Flüchtlinge und Integration heraus.
Der Sachverständigenrat für Integration und Migration gibt jährlich ein Jahresgutachten heraus, das einen Integrations-Klima-Index für Deutschland enthält.
Die Bundesregierung Österreichs veröffentlicht seit 2011 einen jährlichen Integrationsbericht.